# Alfred Rust (Richter)
 Alfred Rust (* 23. Juli 1975) ist ein deutscher Jurist. Er ist seit dem 1. Juli 2021 Richter am Bundesgerichtshof.

## Leben und Wirken
Rust trat nach Beendigung seiner juristischen Ausbildung 2004 in den Justizdienst des Landes Schleswig-Holstein ein und war zunächst bei den Amtsgerichten Schleswig, Meldorf, Pinneberg und bei dem Landgericht Itzehoe tätig. 2011 erfolgte seine Ernennung zum Richter am Landgericht. Von 2014 bis 2017 war Rust als Wissenschaftlicher Mitarbeiter an den Bundesgerichtshof und anschließend bis 2019 an das Bundesverfassungsgericht abgeordnet. 2019 wurde er bei dem Schleswig-Holsteinischen Oberlandesgericht zum Richter am Oberlandesgericht ernannt.
Das Präsidium des Bundesgerichtshofs wies Rust dem für das Versicherungs- und Erbrecht zuständigen IV. Zivilsenat zu.